# Argulus vierai
Argulus vierai is een visluizensoort uit de familie van de Argulidae. De wetenschappelijke naam van de soort is voor het eerst geldig gepubliceerd in 1939 door Pereira-Fonseca.